# Parafia Matki Boskiej Królowej Polski w Elblągu
Parafia Matki Boskiej Królowej Polski w Elblągu – rzymskokatolicka parafia położona w diecezji elbląskiej, w dekanacie Elbląg-Śródmieście. Erygowana dekretem biskupa warmińskiego Józefa Drzazgi w 1975 roku.
19 października 2013 przy kościele redemptorystów pw. Matki Boskiej Królowej Polski zostało ustanowione sanktuarium pw. Matki Bożej Nieustającej Pomocy.